# Taine Basham
Pas d'image ? Cliquez ici

a Compétitions nationales et continentales officielles uniquement.

b Matchs officiels uniquement.
Dernière mise à jour le 3 avril 2025.
Taine Basham, né le 2 novembre 1999 à Newport (pays de Galles), est un joueur international gallois de rugby à XV évoluant aux postes de troisième ligne aile et de troisième ligne centre. Il joue en United Rugby Championship au sein de la province des Dragons depuis 2018.

## Biographie

### Jeunesse et formation
Taine Basham naît le 2 novembre 1999 à Newport au pays de Galles, il est originaire de Talywain (en). Son arrière-arrière grand-père Johnny Basham (en) fut un boxeur gallois reconnu,. Son père, Dai ou David, est un ancien joueur de rugby à XV évoluant au poste de talonneur pour le Cross Keys RFC et le Pontypool RFC,.
Taine Basham commence la pratique du rugby à XV au sein du Abersychan RFC,, puis du club local de Talywain RFC (en) où il joue notamment avec son frère ainé Luke et est entrainé par son père,. Il rejoint ensuite les catégories de jeune des Newport Gwent Dragons,, puis son Academy (centre de formation). Durant sa jeunesse il joue aux postes de centre et de troisième ligne, par la suite, il évolue principalement comme troisième ligne centre et troisième ligne aile mais préfère ce dernier poste,.
Son idole est l'ancien international All Blacks Jerry Collins, il est comparé avec Sam Simmonds et Michael Hooper.
Côté études, il est scolarisé dans la Abersychan School (en). Il obtient un diplôme de plâtrier, au cas où il ne devienne pas joueur professionnel, et a travaillé avec son père, dont c'est sa profession, durant son adolescence.
En décembre 2016, il dispute son premier match senior avec le Bedwas RFC, seulement un mois après avoir fêté ses dix-sept ans, en Fosters Challenge Cup. L'été suivant, il est sélectionné avec l'équipe du pays de Galles des moins de 18 ans pour une tournée en Afrique du Sud afin d'affronter l'Afrique du Sud puis l'Angleterre.
Dès le début de saison 2017-2018, il joue en Welsh Premiership avec le Bedwas RFC puis le Cross Keys RFC également,. Il évolue aussi avec le club d'Ebbw Vale RFC.

### Débuts de carrière professionnelle (2018-2021)
Début janvier 2018, il est retenu en tant que titulaire pour la première fois avec les Dragons en Pro14 contre les Scarlets, à l'âge de dix-huit ans, à la suite de blessures en troisième ligne dans l'effectif,. Le même mois, il est retenu pour la première fois avec l'équipe du pays de Galles des moins de 20 ans pour disputer le Tournoi des Six Nations. Il dispute les cinq rencontres de la compétition, dont quatre comme titulaire en troisième ligne centre, et inscrit son premier essai avec cette sélection contre l'Écosse. Cette saison-là, il dispute quatre autres rencontres avec les Dragons,. En fin de saison, il est sélectionné pour le Championnat du monde junior 2018. Titulaire en troisième ligne centre dans quatre des cinq matchs qu'il joue, il est notamment l'auteur de bonnes performances contre l'Australie, où il fait dix-sept courses ballon en main et réalise quatre turnovers,, et la Nouvelle-Zélande.
En début de saison 2018-2019, il n'est pas beaucoup sollicité par sa province, étant retenu par l'équipe du pays de Galles de rugby à sept pour participer à des étapes des World Rugby Sevens Series, mais il en profite pour inscrire le premier essai de sa carrière professionnelle contre le Connacht en novembre 2018. En janvier suivant, il est sélectionné par l'équipe du pays de Galles des moins de 20 ans pour préparer le Tournoi des Six Nations. Il est titulaire lors de la première journée, puis inscrit un triplé contre l'Italie durant la journée suivante, contribuant à la large victoire des siens avec bonus offensif et est élu homme du match,. Il est ensuite rappelé par les Dragons et ne rejoue pas durant le Tournoi. Il se fait alors une place en troisième ligne aile lors de la fin de saison et forme une troisième ligne de bon niveau avec les internationaux gallois Aaron Wainwright et Ross Moriarty. Cette saison-là, il dispute neuf matchs et inscrit trois essais, étant nommé Young Payer of the Season (jeune joueur de la saison) des Dragons en récompense de sa saison prometteuse. Durant le mois de juin, il est annoncé que six clubs de Premiership veulent le recruter alors qu'il est sous contrat jusqu'à la fin de saison 2019-2020,.
Durant cette dernière, il s'établit comme un titulaire de la troisième ligne de sa province tout au long de la saison. En novembre 2019, il inscrit notamment son premier triplé avec les Dragons en Challenge européen face au Castres olympique, permettant à son équipe de glaner la victoire avec bonus offensif. Le même mois, il est appelé pour la première fois en équipe du pays de Galles par le nouveau sélectionneur Wayne Pivac pour affronter les Barbarians, mais il ne participe pas à la rencontre. En décembre, il est élu homme du match contre les Cardiff Blues en Pro14 où il inscrit également un essai. Début février, il est appelé après la première journée du Tournoi des Six Nations 2020 mais ne joue aucun match. Toutes compétitions confondues, il inscrit neuf essais en vingt rencontres, dont dix-sept en tant que titulaire.
Lors de la saison 2020-2021, il fait ses débuts en Coupe d'Europe contre les Wasps . En janvier, il subit une fracture au bras, lui faisant rater la fin de saison du Pro14. Durant la saison, il dispute quinze matchs, neuf en tant que titulaire.

### Premières sélections avec le pays de Galles (depuis 2021-)
Lors de l'été 2021, il connaît sa troisième convocation avec le XV du Poireau pour participer à la tournée estivale,. Il fait ses débuts internationaux contre le Canada en tant que remplaçant et inscrit un doublé en l'espace de trente minutes. Pour les deux matchs suivants contre l'Argentine, il est de nouveau placé sur le banc des remplaçants.
En octobre 2021, il participe à la première victoire des Dragons sur le terrain du Connacht depuis 2004 en étant nommé homme du match. Le même mois, il est sélectionné pour les test matchs de fin d'année. Il est alors titularisé lors des quatre rencontres et dispute l'intégralité de ces matchs en étant le meilleur joueur gallois sur le terrain,,, contre les Wallabies il réalise dix-neuf plaquages et il est élu homme du match. À cette même période, il signe une prolongation de longue durée avec sa province. En janvier suivant, il est convoqué pour préparer le Tournoi des Six Nations 2022. Il est alors annoncé comme l'un des jeunes joueurs à surveiller. Dès la première journée, il est titularisé face à l'Irlande où il est l'auteur d'une bonne performance en inscrivant son premier essai dans le Tournoi, réalisant vingt-deux plaquages et parcourant 34 mètres ballon en main en quinze courses, mais ne peut empêcher la lourde défaite des siens 29 à 7. Il est retenu en tant que titulaire pour affronter l'Écosse, dont le duel face à son homologue Hamish Watson est attendu,, puis l'Angleterre lors des deux journées suivantes. Cependant, il n'est étonnement pas retenu pour les deux dernières journées. Il fait son retour avec sa province et enchaine les rencontres, en tout il dispute seize rencontres et inscrit deux essais avec cette dernière durant la saison. Durant l'été suivant, il est retenu avec le pays de Galles pour la tournée contre les Springboks. Son homologue sud-africain Kwagga Smith lui fait notamment des éloges. Cependant, il ne dispute qu'une trentaine de minutes durant le dernier test de la tournée à la suite de la blessure de Taulupe Faletau durant l'échauffement,, Wayne Pivac lui préfère Dan Lydiate, Josh Navidi et Tommy Reffell. 
En début de saison 2022-2023, il subit une luxation du coude lors de la cinquième journée du United Rugby Championship contre Cardiff Rugby, le rendant indisponible pour la tournée d'automne. Il fait son retour sur les terrains début janvier et retrouve rapidement un bon niveau mais il n'est pas retenu pour le Tournoi des Six Nations 2023, le nouveau sélectionneur gallois Warren Gatland lui préférant Justin Tipuric, Taulupe Faletau, Aaron Wainwright, Jac Morgan, Tommy Reffell et Christ Tshiunza. Cependant, il espère faire partie de la liste finale pour disputer la prochaine Coupe du monde. Durant la saison, il joue seize matchs et inscrit un essai. Début mai, Warren Gatland le convoque dans une pré-liste de 54 joueurs pour préparer la Coupe du monde 2023.
Finalement, en août, il fait partie du groupe final amené à disputer la compétition. Pendant la compétition, il est seulement sollicité lors de trois matchs de poule où il est remplaçant. Son équipe est ensuite éliminée en quart de finale contre l'Argentine.
De retour de la Coupe du monde, avec les Dragons il se rend coupable d'un geste d'énervement sur le demi d'ouverture du Leinster Ross Byrne et écope d'un carton rouge. À la suite de cette sanction, il est suspendu pour quatre matchs. En janvier 2024, il est sélectionné pour le Tournoi des Six Nations. Pendant la compétition, il joue une rencontre en tant que remplaçant lors de la deuxième journée puis il est relâché . Sa sélection termine la compétition à la dernière place sans avoir remporté un match et récolte la Cuillère de bois. En avril suivant, il signe une prolongation de contrat avec les Dragons.
N'étant pas sélectionné pour la tournée estivale, il indique vouloir retrouver rapidement le XV du Poireau au début de la saison 2024-2025. Il commence la saison d'URC en inscrivant un essai et est nommé homme du match lors d'une défaite 33 à 30 contre les Sharks,. Début décembre 2024, il dispute son centième match sous les couleurs des Dragons contre le Montpellier HR en Challenge Cup. Le mois suivant, il est annoncé qu'il a signé un pré-contrat avec Cardiff Rugby pour la saison 2025-2026. Il n'est ensuite pas sélectionné durant le Tournoi des Six Nations 2025. Courant mars, sa signature pour Cardiff Rugby est officialisée.

## Statistiques

### En équipe nationale
Taine Basham compte 17 capes en équipe du Pays de Galles, dont 7 en tant que titulaire, depuis sa première sélection le 3 juillet 2021 face au équipe du Canada. Il inscrit trois essais, quinze points.
Il participe à une édition de la Coupe du monde en 2023, il dispute trois rencontres en tant que remplaçant.

## Palmarès
Néant